# Draganovo (Kardzjali)
Draganovo (Bulgaars: Драганово) is een dorp in Bulgarije. Zij is gelegen in de gemeente Tsjernootsjene in de oblast  Kardzjali. Het dorp ligt op 12 km afstand van Kardzjali en 198 km ten zuidoosten van de hoofdstad Sofia.

## Bevolking
Op 31 december 2019 telde het dorp 170 inwoners.
|  |

Van de 172 inwoners reageerden er 167 op de optionele volkstelling van 2011. Van deze 167 respondenten identificeerden 166 personen zichzelf als Bulgaarse Turken (99,4%), gevolgd door 1 ondefinieerbare persoon (0,6%).